# Lech Mackiewicz
Lech Mackiewicz (ur. w 1960 w Skierniewicach) – polski aktor, reżyser i scenarzysta.

## Życiorys
Absolwent I Liceum Ogólnokształcącego im. Księżnej Elżbiety w Szczecinku. W 1983 roku ukończył studia na PWST w Krakowie. W tym samym roku wyemigrował do Australii, jednak po 10 latach powrócił do Polski. Zagrał m.in. w filmie Karol. Człowiek, który został papieżem.

## Filmografia
- 2023: Korona królów. Jagiellonowie jako biskup krakowski Piotr Wysz

- 2020: Nieobecni jako adwokat Marcina Gajdy
- 2020: Archiwista jako Zygmunt Mazur/Niedziółka (odc. 6)
- 2019: Diagnoza jako adwokat Artmana (odc. 54)
- 2019: Znajdę cię jako Jan Pułaski, ojciec Roberta
- 2019: Interior jako burmistrz
- 2019: Korona królów jako Jan Mądrostka
- 2018: Komisarz Alex jako Herbert (odc. 136)
- 2018: O mnie się nie martw jako Piątek, ojciec Marty (odc. 114)
- 2017: Bikini Blue jako doktor Max Lipman
- 2016: Teenage Kicks jako József Varga
- 2015: Prokurator jako Adamski, podwładny Okolskiego (odc. 5)
- 2014: Czas honoru jako kapitan Dłużewski (odc. 8)
- 2013: Głęboka woda jako syn profesora (odc. 22)
- 2013: Ojciec Mateusz jako Bruno Glinka (odc.112)
- 2013: Drogówka jako Kochański
- 2012: Prawo Agaty jako Marcin Kubiak (odc. 4)
- 2011: Hotel 52 jako Eryk Kosiński
- 2011: Die verlorene Zeit
- 2011: Burning Man jako ślepy
- 2010: Usta usta jako Max Wagner (odc. 22)
- 1997-2009: Klan jako diler narkotyków
- 2008–2010: Na dobre i na złe jako profesor Richard Edwards
- od 2008: Na Wspólnej jako Rafał Sobczak
- 2008–2009: Samo życie jako Kurt Torstensson
- 2008: Jestem twój
- 2008: Trzeci oficer jako Wiktor Chenoir
- 2008: Jeszcze raz jako Tadeusz
- 2008: Glina jako właściciel klubu
- 2008: Pseudonim Anoda (spektakl TV) jako Wiktor - major Ministerstwa Bezpieczeństwa Publicznego
- 2007: Plebania jako Jerzy
- 2007: Lekcje pana Kuki jako siwy mężczyzna
- 2007: Kryminalni jako Mateusz Bartnik
- 2006: Wszyscy jesteśmy Chrystusami jako lekarz
- 2006–2007: Pogoda na piątek jako Jerzy Lewicki, ojciec Bartka i Michała
- 2006: Będziesz moja jako dziennikarz Jacek, ojciec Kai
- 2006: Oficerowie jako Dyrygent
- 2006: Karol. Papież, który pozostał człowiekiem (Karol, un Papa rimasto uomo) jako prymas Stefan Wyszyński
- 2005: Karol. Człowiek, który został papieżem (Karol, un uomo diventato papa) jako prymas Stefan Wyszyński
- 2004: Left ear jako Bore
- 2003: Zaginiona jako zakonnik specjalizujący się w temacie sekt
- 2003: Show jako ojciec wielodzietny
- 2003: Warszawa jako Andrzej
- 2003: Rozwód, czyli odrobina szczęścia w miłości jako Malik
- 2003: One down
- 2003: Marking Time jako Hassan
- 2002: Pianista jako robotnik
- 2002: To tu, to tam jako Jasio
- 2002: Miss mokrego podkoszulka w Święta polskie jako Adam, mąż Magdy
- 2002−2003: Psie serce jako Wojciech Maliszewski, mąż Małgorzaty
- 2002: Plebania jako pomocnik Cieplaka
- 2002: Julia wraca do domu jako polski lekarz
- 2002: As jako Wiktor, nauczyciel wf-u i diler narkotyków
- 2002: AlaRm jako Negocjator
- 2001: Tam, gdzie żyją Eskimosi jako lekarz na chrzcinach
- 2000: Człowiek wózków jako Monte Christo
- 2000: 13 posterunek 2 odc. 8 jako szaleniec, odc. 14 jako ojciec
- 1999: Złotopolscy odc. 146 (Na ratunek) jako pokerzysta w „Planecie K”
- 1999: Jakub kłamca (Jakob the Liar) nie występuje w czołówce
- 1999: 4 w 1 jako Wacek Napierowski
- 1998: Złotopolscy odc. 53 (Czubatkowa polana), odc. 54 (Narkoman) jako diler narkotyków na Dworcu Centralnym
- 1998: Zjazd koleżeński (odc. 7) w Z pianką czy bez jako klient pubu
- 1998: Spona jako fotograf Żbik
- 1997: Wildside
- 1997: Sposób na Alcybiadesa odc. 2, 3 jako fotograf
- 1997: W krainie Władcy Smoków (Spellbinder: Land of the Dragon Lord) odc. 12, 14, 15 jako doktor Elvo
- 1997: Sława i chwała odc. 7 (Równina)
- 1997: Krok jako podpułkownik
- 1995: Singapore sling: old flames
- 1994: Book of dreams: „Welcome to Crateland”
- 1993: Seven deadly sins jako Andre
- 1990: Till there was you jako Muzza
- 1987: Relative merits jako Rick
- 1985: Sam pośród swoich jako AK-owiec
- 1985: Kochankowie mojej mamy
- 1983: Ziarno fotografii
- 1982: Odlot jako Marcin
- 1981: Wierne blizny jako Polek Żmijewski
- 1981: Przypadki Piotra S.

## uLinki zewnętrzne
- Lech Mackiewicz w bazie IMDb (ang.)
- Lech Mackiewicz w bazie Filmweb
- Lech Mackiewicz w bazie  filmpolski.pl
- Lech Mackiewicz, [w:] Encyklopedia teatru polskiego (autorzy) [dostęp 2021-04-09].
- australianscreen.com.au - Lech Mackiewicz (ang.)
- Lech Mackiewicz w bazie The Playwrights Database. doollee.com. [zarchiwizowane z tego adresu (2016-03-03)]. (ang.).